# Joaquín Rucoba
Joaquín Rucoba, né Joaquín de Rucoba y Octavio de Toledo à Laredo le 13 janvier 1844 et mort le 18 avril 1919 , est un architecte espagnol actif à la fin du XIXe siècle et au début du XXe siècle.

## Biographie
Il étudia à l'École technique supérieure d'architecture de Madrid entre 1863 et 1869. Après une brève étape à Bergara, il fut nommé architecte municipal de Malaga, où il réalisa les arènes de Malaga de style néo-mudéjar, le marché d'Atarazanas et le parc de Malaga (es).
Entre 1883 et 1893 il vécut à Bilbao, où il construisit la nouvelle mairie de Bilbao et le Théâtre Arriaga (es).
À Madrid il construisit le Frontón Beti Jai (es) et à Santander le couvent des Salésiennes de Santander. Il fut nommé dans cette ville Architecte diocésain de lévêché de Santander (es) en 1900, et œuvra sur le Palacio Episcopal et la restauration de la Cathédrale de Santander.

## Œuvres
- Arènes de Malaga (Malaga)
- Marché d'Atarazanas (Malaga)
- Parc de Malaga (es)
- Théâtre Arriaga (es) (Bilbao)
- Mairie de Bilbao
- Frontón Beti Jai (es) (Madrid)

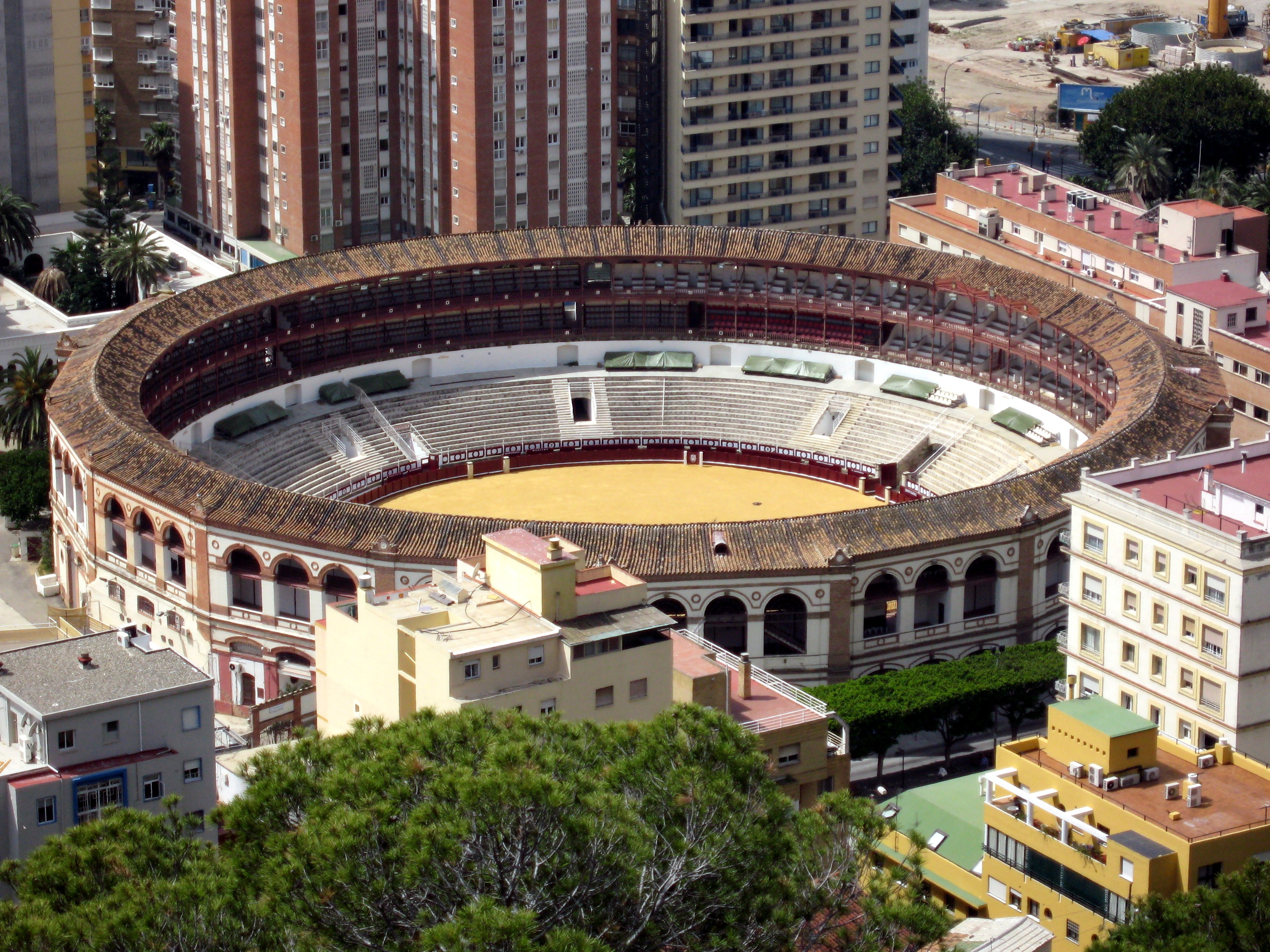
Arènes de Malaga.

- Couvent des Salésiennes (Santander)
- Écoles du Dr. Velasco (es) (Laredo)
- Mairie de Torrelavega (es) (Torrelavega)